# STS-43
La STS-43 è una missione spaziale del Programma Space Shuttle.

## Equipaggio
- John E. Blaha (3) - Comandante
- Michael A. Baker (1) - Pilota
- Shannon W. Lucid (3) - Specialista di missione
- James C. Adamson (2) - Specialista di missione
- G. David Low (2) - Specialista di missione

Tra parentesi il numero di voli spaziali completati da ogni membro dell'equipaggio, inclusa questa missione.

## Parametri della missione
- Massa:
  - Navetta al rientro con carico: 89,239 kg
  - Carico: 21,067 kg
- Perigeo: 301 km
- Apogeo: 306 km
- Inclinazione orbitale: 28.5°
- Periodo: 90.6 min